# リャンカン・カンリ
リャンカン・カンリ(Liangkang Kangri)は、ヒマラヤ山脈に属する山である。中華人民共和国とブータンの国境に位置し、両国の国境の北東端にある。標高は7,535メートルである。ガンカー・プンスム北峰とも呼ばれる。
リャンカン・カンリの南側の尾根は、南南東に2キロメートルの位置にある標高7,570メートルのガンカー・プンスムにつながっている。ガンカー・プンスムとの間の鞍部からの高さ（プロミネンス）が234メートルと低いため、リャンカン・カンリは独立した山とはみなされず、ガンカー・プンスムの付属峰とされる。西側の尾根は、標高6,680メートルのチュムリカンにつながっている。リャンカン・カンリの北西側のリャンカンレッチャーと東側のナムサングレッチャーは、クリ・チュー川の源流部を形成している。南西側の氷河は、Angde Chhu川の流域に属する。
初登頂は、1999年5月9日、伊丹紹泰を隊長とする日本隊によるもので、鈴木清彦、竹内洋岳ら5人が登頂に成功した。日本隊は当初はガンカー・プンスムの登頂を目指していたが、情勢の変化によりリャンカン・カンリへの登頂に切り替えたものである。